# Малая поганка
Малая поганка (лат. Tachybaptus ruficollis) — водоплавающая птица, семейства поганковых, распространённая в Старом Свете. Самая мелкая поганка в Палеарктике, размером с голубя.

## Описание

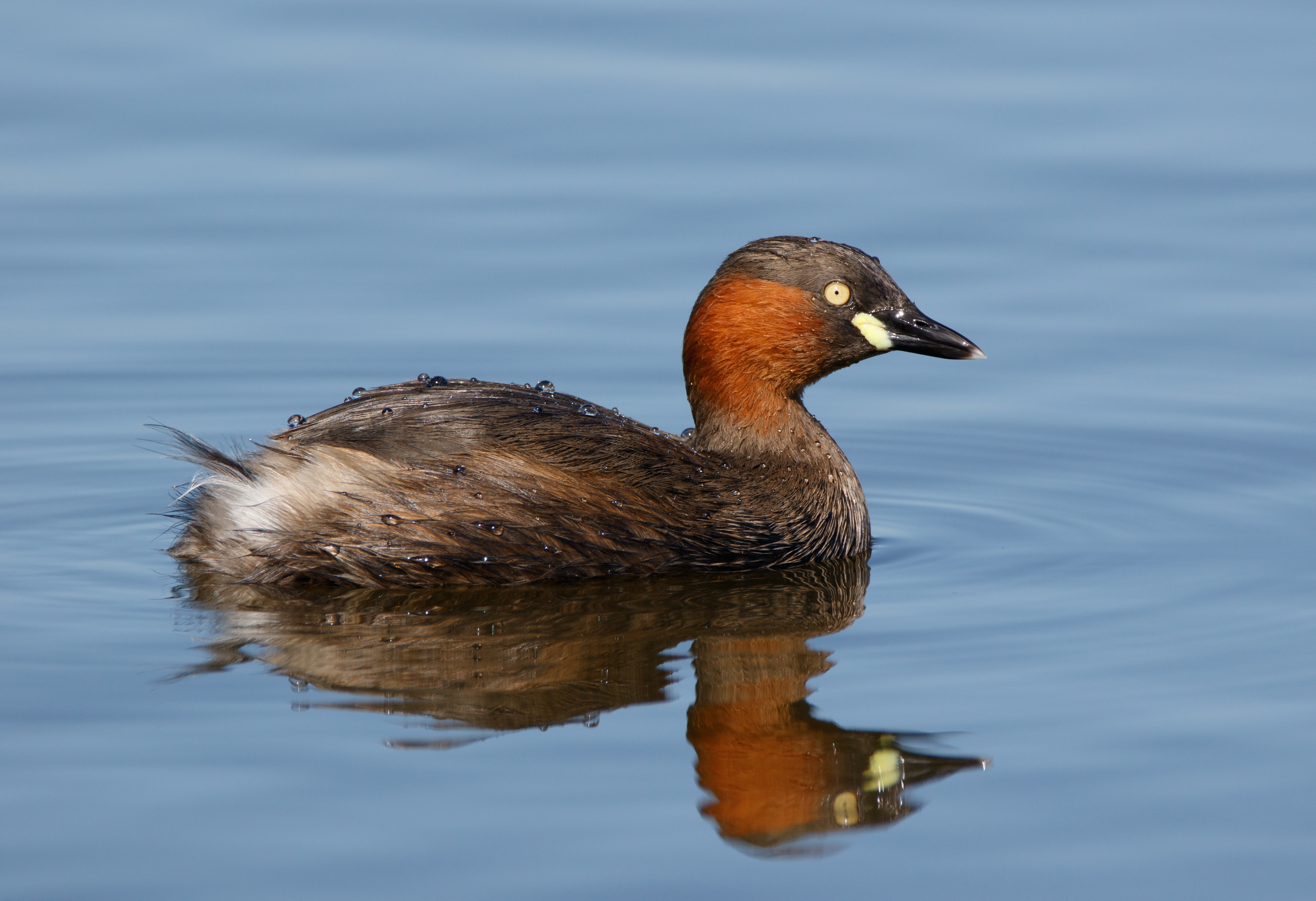

Наиболее мелкая из поганок. Длина 25-29 см, масса тела 110—370 г, длина крыла 90—111 мм. Общая окраска верха чёрно-бурая, низ грязно-белый. Щёки и передняя часть шеи каштаново-рыжие, бока тела чёрно-бурые со светлыми пестринами. Маховые перья бурые, на сложенном крыле видно белое зеркальце. Клюв чёрный с беловатым кончиком. Глаза жёлтые, радужина красновато-бурая. Цевка и лапы серовато-зелёные. Общая окраска в зимнем наряде более светлая и размытая. Нет каштаново-рыжего цвета на щеках и передней части шеи. Яркая жёлто-зелёная окраска угла рта отсутствует. Однако от других поганок в это время отличается охристо-рыжей окраской.
Голос — громкая флейтовая трель. Хорошо летают, плавают и ныряют на значительную глубину.

## Распространение
Вид распространён в Центральной и Южной Африке, Южной и Средней Европе, Южной и Средней Азии, Австралии и на островах Океании. В России встречается в западных и южных областях Европейской части, а также на Курильских островах и Южном Приморье Населяет мелкие эвтрофные озёра и водоёмы с медленным течением, обильно заросшие надводной растительностью. Весной прилетает в конце апреля и до второй декады мая, к гнездованию приступает в конце этого месяца. Улетают в октябре-ноябре, зимуют на Чёрном и Каспийском морях, у побережья Южной и Северной Европы.

## Питание
Питается преимущественно взрослыми насекомыми и их личинками, моллюсками, личинками амфибий и мелкой рыбой.

## Размножение
Гнёзда строит как на открытой воде, так и в зарослях, используя для этого остатки отмершей водной растительности. В кладке чаще 4—6 яиц. Птенцов выкармливают оба родителя. Самостоятельными молодые становятся в возрасте 30—40 дней, а на крыло поднимаются на 44—48-й день жизни.

## Классификация

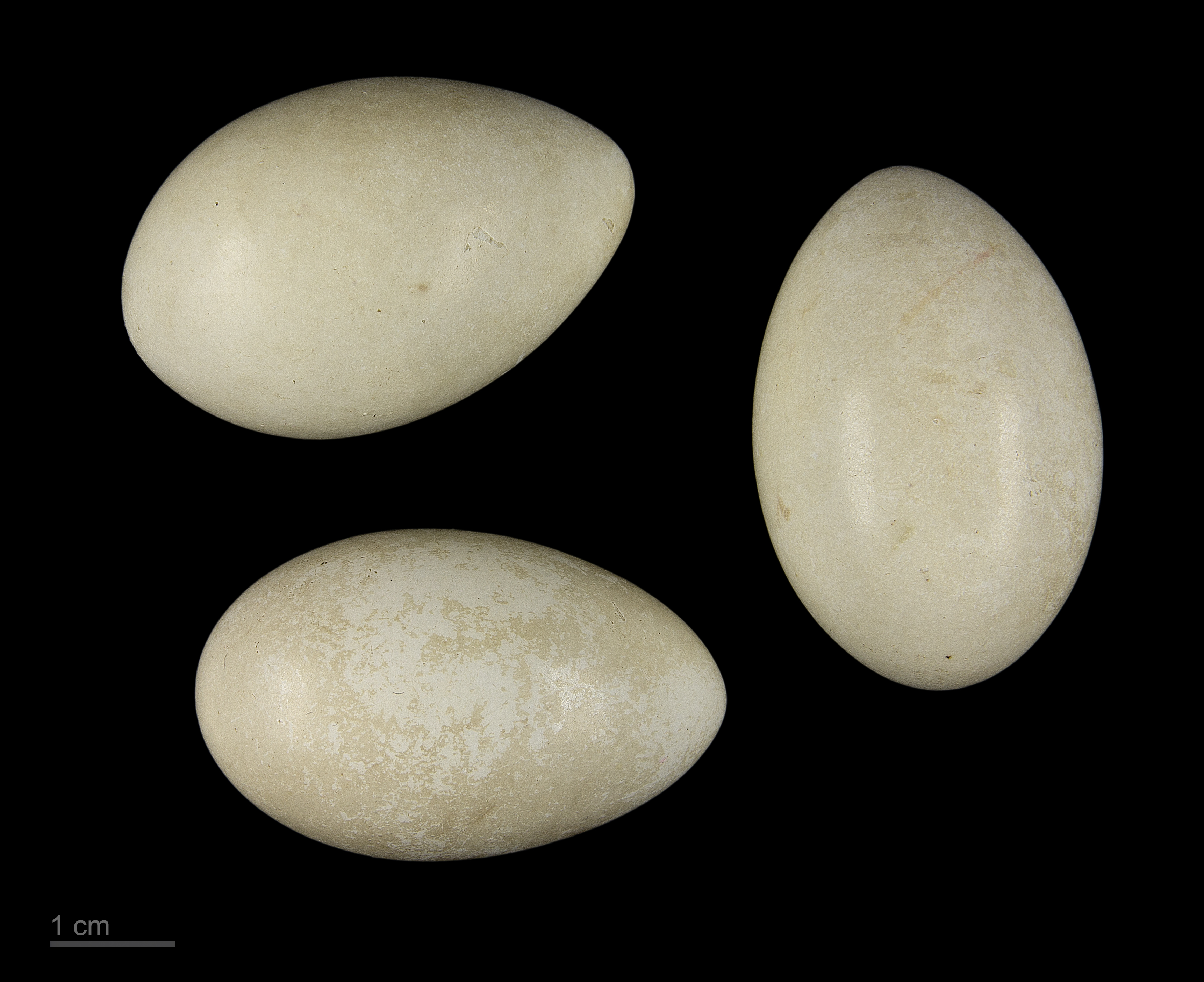
Яйца Tachybaptus ruficollis — Тулузский музей

В зависимости от размера и тонов окраски различают 7 подвидов этой птицы:
- T. r. ruficollis (Pallas, 1764) — Европа, включая Европейскую часть России, Северная Африка.
- T. r. albescens (Blanford, 1877) — от Кавказа до Байкала и Тянь-шаня.
- T. r. iraquensis (Ticehurst, 1923) — Юго-восточный Ирак, юго-западный Иран.
- T. r. capensis (Salvadori, 1884) — Африка к югу от Сахары, Мадагаскар, Шри-Ланка, Индостан на восток до Мьянмы.
- T. r. poggei (Reichenow, 1902) — от юго-востока до северо-востока Азии, включая Хайнань, Тайвань, Японию и южные Курильские острова.
- T. r. philippensis (Bonnaterre, 1790) — север Филиппин.
- T. r. cotobato (Rand, 1948) — остров Минданао (южные Филиппины).